# Manspach
Manspach è un comune francese di 564 abitanti situato nel dipartimento dell'Alto Reno, nella regione del Grand Est.

## Società

### Evoluzione demografica
Abitanti censiti